# بخش نوومالیکلینسکی
بخش نوومالیکلینسکی (به لاتین: Novomalyklinsky District) یک منطقهٔ مسکونی در روسیه است که در استان اولیانوفسک واقع شده‌است.